# Glenochrysa ohmi
Glenochrysa ohmi är en insektsart som beskrevs av Hölzel och Duelli 2001. Glenochrysa ohmi ingår i släktet Glenochrysa och familjen guldögonsländor. Inga underarter finns listade i Catalogue of Life.